# John Nunn
John Denis Martin Nunn (* 25. dubna 1955 v Londýně) je šachový velmistr a jeden z nejlepších britských hráčů šachu. Jednou byl v první desítce žebříčku nejlepších šachistů světa, byl také dvakrát mistrem světa v kompozičním šachu a je známý jako plodný šachový spisovatel a publicista. Jeho ELO k říjnu 2015 bylo 2597.

## Napsal
- 101 Brilliant Chess Miniatures (2000), Gambit Publications. ISBN 1-901983-16-1.
- Beating the Sicilian 3 (1995, s Joe Gallagher), Henry Holt & Co. ISBN 0-8050-4227-X.
- The Complete Najdorf 6. Bg5 (1997), International Chess Enterprises. ISBN 1-879479-45-1.
- Endgame Challenge (2002), Gambit Publications. ISBN 1-901983-83-8.
- Grandmaster Chess Move by Move (2005), Gambit Publications. ISBN 1-904600-34-4.
- John Nunn's Best Games (2001), Batsford. ISBN 0-7134-7726-1.
- John Nunn's Chess Puzzle Book (1999), Gambit Publications. ISBN 1-901983-08-0.
- Learn Chess (2000), Gambit Publications. ISBN 1-901983-30-7.
- Learn Chess Tactics (2004), Gambit Publications. ISBN 1-901983-98-6.
- Mammoth Book of the World's Greatest Chess Games (2004, s Graham Burgess a John Emms), Carroll & Graf. ISBN 0-7867-1411-5.
- Nunn's Chess Openings (1999), s Joe Gallagher, John Emms, a Graham Burgess, Everyman Chess. ISBN 1-85744-221-0.
- Secrets of Grandmaster Chess (1997), International Chess Enterprises. ISBN 1-879479-54-0.
- Secrets of Practical Chess (1998), Gambit Publications. ISBN 1-901983-01-3. Second edition 2007, ISBN 978-1-904600-70-1.
- Secrets of Minor-Piece Endings (2001), Rowman Littlefield. ISBN 0-7134-7727-X.
- Secrets of Pawnless Endings (1994, 2002), Gambit Publications. ISBN 1-901983-65-X.
- Secrets of Rook Endings (1992, 1999), Gambit Publications. ISBN 1-901983-18-8.
- Solving in Style (1995, 2002), Gambit Publications. ISBN 1-901983-66-8.
- Tactical Chess Endings (2003), Batsford. ISBN 0-7134-5937-9.
- Understanding Chess Move by Move (2001), Gambit Publications. ISBN 1-901983-41-2.